# Símbols alternatius a C
Els símbols alternatives C fan referència a un conjunt d'ortografia alternatives d'operadors comuns en el llenguatge de programació C. S'implementen com un grup de constants macro a la biblioteca estàndard C a la capçalera iso646.h. Les fitxes van ser creades per Bjarne Stroustrup per al llenguatge C++ pre-estàndard i es van afegir a l'estàndard C en una esmena de 1995 a l'estàndard C90 a través de la biblioteca per evitar el trencament del codi existent.
Les fitxes alternatives permeten als programadors utilitzar operadors lògics i bits de llenguatge C que, d'altra manera, podrien ser difícils d'escriure en alguns teclats internacionals i no QWERTY. El nom del fitxer de capçalera en què s'implementen fa referència a l'estàndard ISO/IEC 646, un conjunt de caràcters de 7 bits amb una sèrie de variacions regionals, algunes de les quals tenen caràcters accentuats en lloc dels signes de puntuació utilitzats pels operadors C.

## Les macros
La capçalera iso646.h defineix les 11 macros següents, tal com s'indica a continuació:
| Macro  | Definit com |
| ------ | ----------- |
| and    | &&          |
| and_eq | &=          |
| bitand | &           |
| bitor  | \|          |
| compl  | ~           |
| not    | !           |
| not_eq | ! =         |
| or     | \|\|        |
| or_eq  | \| =        |
| xor    | ^           |
| xor_eq | ^=          |

## C++
Els identificadors esmentats anteriorment són paraules clau d'operador en el llenguatge de programació ISO C++ i no requereixen la inclusió d'un fitxer de capçalera. Per a la coherència, l'estàndard C++98 proporciona la capçalera < ciso646 >. Tanmateix, aquest darrer fitxer no té cap efecte, sent buit. Alguns compiladors, com Microsoft Visual C++, almenys en el passat, han requerit que s'inclogui la capçalera per utilitzar aquests identificadors tret que s'estableixi un indicador del compilador.